# 교수 (영화)
교수(The Professor)는 미국에서 제작된 찰리 채플린 감독의 1919년 영화이다. 찰리 채플린 등이 주연으로 출연하였다.

## 출연

### 주연
- 찰리 채플린

### 조연
- 앨버트 오스틴
- 헨리 버그맨
- 로얄 언더우드
- 톰 윌슨
- 톰 우드